# Церетели, Папуна
Папуна Кайхосроевич Церетели (груз. პაპუნა ქაიხოსროს ძე წერეთელი; 1740, Сачхере, Имеретинское царство ― 1790) ― грузинский князь, главнокомандующий войсками царя Имеретии Соломона I.

## Биография

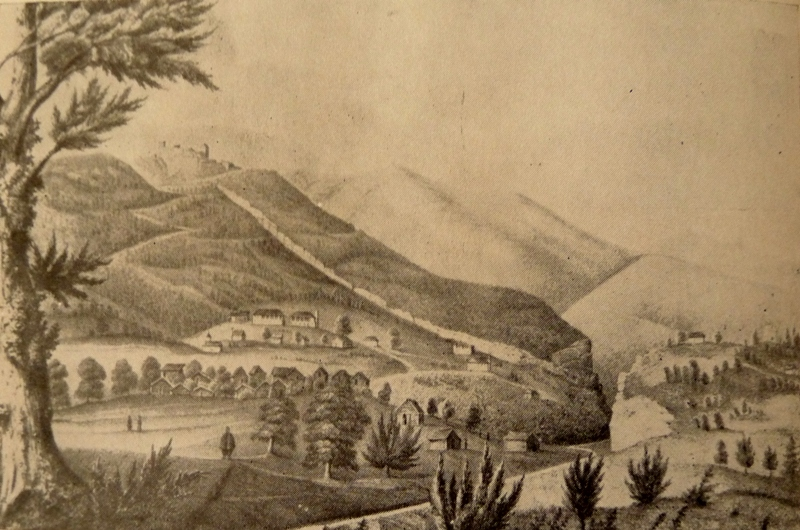
Крепость Модинахе. Дюбуа де Монперё, Фредерик

Из имеретинского княжеского дома Церетели, владелец вотчины Сацеретло с резиденцией в замке Модинахе, который был построен при его отце, князе Кайхосро Церетели.
Командующий войсками Земо Квекана, в Верхней Имеретии (груз.: ზემო ქვეყანა; одно из садрошо в Имеретинском царстве). Политический последователь царя Имеретии Соломона I и его верный соратник. Папуна был причастен к победе Соломона над Ростомом, рачинским эриставом (1750―1769), и жестокому наказанию его семьи.
В 1778—1780 году он участвовал в Рухской битве в составе армии Имеретии, и упоминается как «спасалари Папуна» и «моларетухуцеси» (груз.: მოლარეთუხუცესი; начальник казны) и «сардаром». Победа имеретинцев в Рухской битве надолго остановила экспансию турок-османов в Грузию с северо-запада страны.
Князь Папуна Церетели сыграл большую роль в правлении сына Давида II Георгиевича, затем вместе с монахом Цулукидзе возглавил группу вельмож, которые свергли Давида с престола Имеретии и возвели на него Соломона II, прежде известного под именем Давид Арчилович.

## Смерть
Скончался в 1790 году.